# Миронець Олег Олександрович
Оле́г Олекса́ндрович Миронець (нар. 29 травня 1998, Недобоївці Хотинського району Чернівецької області) — український легкоатлет, який спеціалізується в бігу на 800 метрів, багаторазовий чемпіон та призер національних першостей у бігу на короткі та середні дистанції. Майстер спорту.

## Спортивна кар'єра
Вихованець Хотинської дитячо-юнацької спортивної школи.
На II Європейських іграх 2019 у Мінську брав участь у новому виді програми — динамічній новій легкій атлетиці (DNA). У півфіналі змішаної естафеті 4×400 м разом з Тетяною Мельник, Анною Рижиковою та Данилом Даниленком з результатом 3.19,28 посів друге місце. За результатами фіналу динамічної нової легкої атлетики (DNA) здобув з командою України золото.

## Державні нагороди
- Орден «За заслуги» III ст. (15 липня 2019) — за досягнення високих спортивних результатів II Європейських іграх у м. Мінську (Республіка Білорусь), виявлені самовідданість та волю до перемоги, піднесення міжнародного авторитету України[3].